# Hovhannès III d'Odzoun
Hovhannès III d'Odzoun ou Hovhannés III Awjnec‘i (en arménien Հովհաննես Գ Օձնեցի ; né vers 650, mort en 728) est catholicos de l'Église apostolique arménienne de 717 à 728. Il a été canonisé par cette Église.

## Biographie
Le catholicos Hovhannès III, surnommé Imastasēr(« le Philosophe », en arménien Փիլիսոփա) est originaire d’Odzoun dans le Tachir, province de Gougark dans les marches arméno-géorgiennes.
Les historiens arméniens postérieurs le décrivent comme un esprit cultivé, savant et diplomate à la fois, et comme la figure la plus éminente de l'époque. Vieillard de haute taille avec de larges épaules, c’était un ascète qui ne s’habillait en privé que d’un cilice en poils de chèvre mais qui estimait que la majesté de la fonction catholicossale lui imposait en public un appareil quasi royal. Pour exercer sa charge il revêtait en effet des vêtements somptueux aux couleurs éclatantes avec des parures d’or. Il parfumait sa longue barbe d’huile odoriférante avant de la parsemer de poudre d’or.
Une telle personnalité ne pouvait pas manquer d’attirer l’attention du calife omeyyade qui voulut le connaître. Invité à la cour de Damas, le catholicos captiva son interlocuteur par son esprit et l’autorité de sa parole. Les privilèges et les concessions qu'il obtient au profit de son Église et de la nation arménienne démontrent également des qualités de fin politique.
Hovhannès III était par ailleurs aussi remarquable théologien ; ses écrits contre les erreurs, ses réformes disciplinaires et liturgiques, démontrent une profonde érudition. Il est l'auteur des collections des canons ecclésiastiques et des lettres chroniques, lesquelles forment un véritable code de droit canon. 
Dans le domaine religieux, Hovhannès III réunit deux conciles. Le premier à Dvin, en 719, interdit de mêler l’eau au vin dans le sacrifice de la messe.
Le second  tenu à Manazkert en 726 regroupe un nombre considérable de prélats dont Grégoras, chorévêque d’Archarouniq, et pas moins de six évêques syriaques envoyés par le patriarche jacobite Athanase III d'Antioche (724-740). Ils devaient examiner une question jugée de première importance, celle de la corruptibilité du corps du Christ, soulevée par les orthodoxes monophysites, et qui opposait l’Église apostolique arménienne et l’Église jacobite. Elle avait donné naissance aux sectes des « julianides » (monophysites modérés de l’école de Julien d'Halicarnasse professant l’aphthartodocétisme) et des « sévériens » (monophysistes extrêmes de l’école de Sévère d'Antioche) et déterminé une profonde scission entre les Églises syrienne et arménienne. Le concile adopta finalement dix canons dans lesquels sont exposées des solutions moyennes en rejetant les exagérations des extrémistes opposés. Selon Mgr Ormanian, « la doctrine saine sur l'origine et les qualités naturelles du corps du Christ y fut approuvée, tout en sauvegardant la vénération pour le corps du Verbe Incarné, non assujetti au péché et destiné à ne pas périr ».
Le catholicos Hovhannès III meurt deux ans après. Il est reconnu comme saint par l’Église apostolique arménienne et fêté le 18 mars.

## Liens
- Notice dans un dictionnaire ou une encyclopédie généraliste :   - Britannica
- Notices d'autorité :   - Arménie